# Anadyomenaceae
Famille
Les Anadyomenaceae, ou Anadyoménacées, sont une famille d’algues vertes de l’ordre des Cladophorales. 

## Étymologie
Le nom vient du genre type Anadyomene donné d'après Vénus anadyomène, du grec ancien ἀναδυομένη / anadyoméni, « surgie vers le haut », c’est-à-dire « sortie des eaux » ou « surgie des eaux », thème artistique courant de la peinture occidentale, issu de la mythologie gréco-romaine. 

## Liste des genres
Selon AlgaeBase (3 août 2017) :
- Anadyomene (en) J.V.Lamouroux
- Macrodictyon J.E.Gray
- Microdictyon Decaisne

Selon ITIS (3 août 2017) :

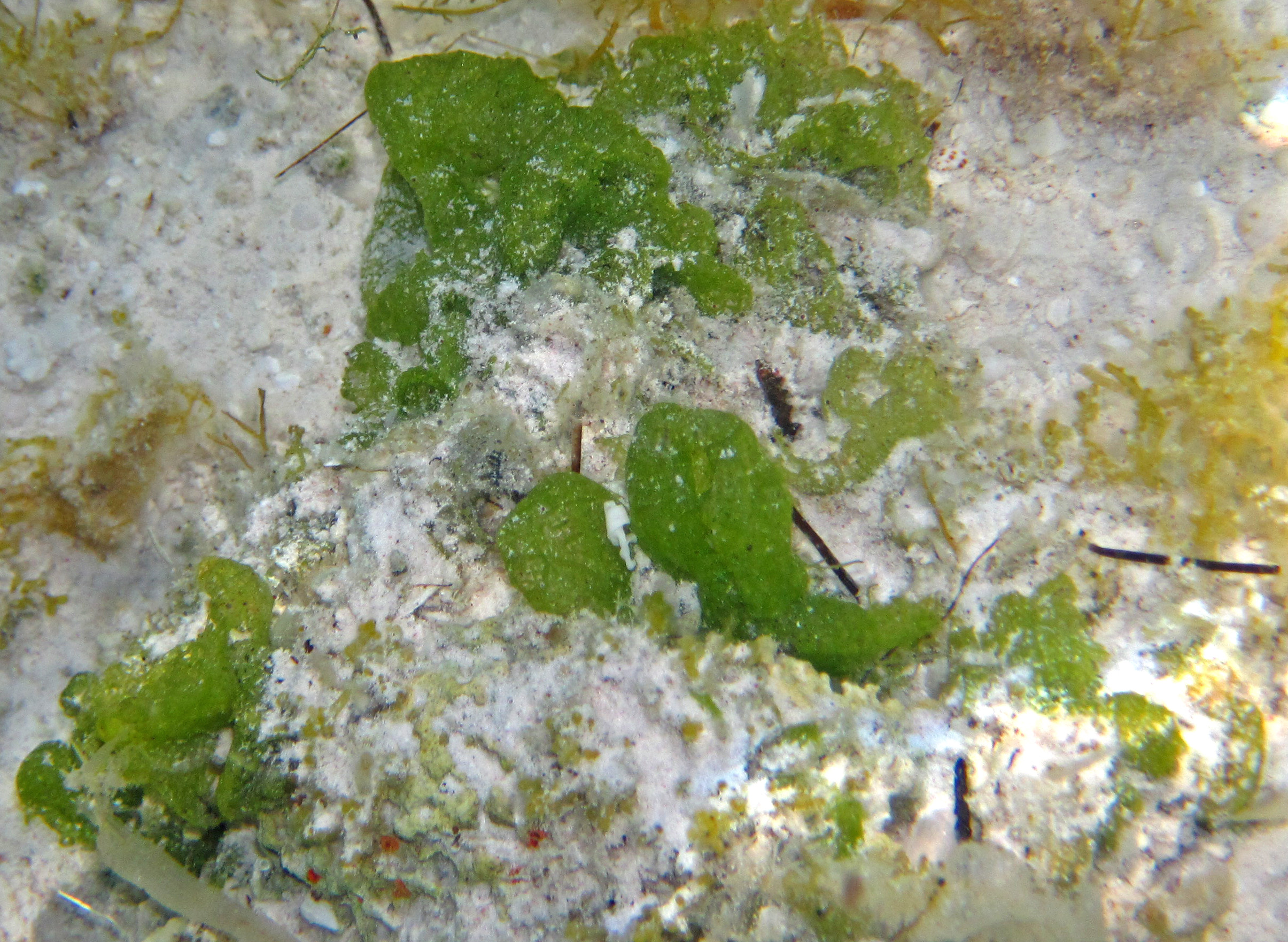
Microdictyon marinum

- Anadyomene J. V. F. Lamouroux, 1812
- Microdictyon Decaisne, 1841
- Valoniopsis (en) Boergesen, 1934
- Ventricaria

Selon World Register of Marine Species (3 août 2017) :
- Anadyomene J.V.Lamouroux, 1812
- Macrodictyon J.E.Gray, 1866
- Microdictyon Decaisne, 1841
- Rhipidiphyllon Heydrich, 1894
- Willeella Børgesen, 1930